# Паламар, Святослав Ярославович
Святослав Ярославович Паламар (Паламарь; укр. Святослав Ярославович Паламар; род. 10 октября 1982, Николаев, Львовская область) — украинский военный деятель, Герой Украины (2022), заместитель командира полка «Азов», участник боёв за Мариуполь и металлургический комбинат «Азовсталь». Известен также под позывным «Калина».

## Биография
Святослав Паламар родился 10 октября 1982 года в городе Николаеве недалеко от Львова. Учился во Львовском торгово-экономическом университете.
Паламар характеризовал основателя полка Азов Билецкого как человека, «который умел находить спонсоров».
В поздних интервью в 2022 году Паламар отрицал, что члены полка «Азов» носили свастики или другие нацистские знаки отличия, подчёркивал статус полка как воинской части, а свои собственные взгляды характеризовал как «патриотические».
До начала войны в Донбассе Паламар участвовал в Оранжевой революции и Евромайдане.
Называет себя галичанином, но с 2014 года жил в Мариуполе. У него есть жена и ребёнок.

## Участие в военных конфликтах
Паламар участвовал в войне в Донбассе в 2014 году.

### Бои за Мариуполь
В 2022 году Святослав Паламар участвовал в боях за Мариуполь в качестве заместителя командира полка «Азов», и был заблокирован вместе с другими солдатами и военнослужащими морской пехоты на металлургическом заводе «Азовсталь».
В конце марта, до начала осады завода, принимал участие в обороне городских кварталов.
10 апреля (в самом начале осады завода) записал видеообращение, в котором рассказал об обороне Мариуполя, сообщил, что более двух недель никто не общается с представителями полка, и обвинил политиков в бездействии.
21 апреля сообщил о разрушении большинства построек «Азовстали», а также о невозможности оценить число оставшихся на заводе гражданских жителей.
В конце апреля и начале мая неоднократно (в частности 28 апреля в интервью Рейтерс, 8 мая, а также 12 мая в интервью израильской газете «Гаарец») утверждал, что принял решение до последнего оставаться на «Азовстали».
19 мая 2022 года Паламар сообщил в видеообращении буквально следующее: «Длится операция, детали которой я не буду разглашать». Также он поблагодарил мир и Украину за поддержку. По заявлению российских СМИ, в тот же день сдался в плен российским войскам.
21 сентября 2022 года в рамках обмена военнопленными, Паламар был освобождён из российского плена.